# Parafia św. Stanisława Biskupa w Boguchwale
Parafia św. Stanisława w Boguchwale – parafia rzymskokatolicka znajdująca się w diecezji rzeszowskiej w dekanacie Boguchwała.